# Irene Polo
Irene Polo i Roig (Barcelona, 27 de noviembre de 1909 - Buenos Aires, 3 de abril de 1942) fue una periodista, publicista y representante teatral española, que murió exiliada en Argentina. Fue una de las primeras mujeres periodistas en la prensa catalana y redactora de los principales diarios de los años 30.

## Trayectoria
Nació en el seno de una familia humilde del barrio de Pueblo Seco. Su padre, Antonio Polo, era guardia civil y murió joven; su madre, Francisca Rojo, tuvo que sacar adelante a la familia con la ayuda de la hija mayor, Irene, que tenía dos hermanas más pequeñas: Rosario (1913-1984) y María (1911-1983). Se formó de manera autodidacta. Antes de dedicarse exclusivamente al periodismo, trabajó como jefa de publicidad de la productora cinematográfica Gaumont. Inició la carrera periodística en 1930 en la revista Mirador y ejerció la profesión en Barcelona, de manera apasionada y a menudo beligerante, hasta el año 1936.
Las crónicas publicadas durante esos años en Imatges, La Humanitat, La Rambla, L’Opinió, L’Instant y Última Hora son un valioso testimonio, irónico y brillante, de la sociedad y la política de aquella época: desde artículos sobre los usos de la moda –la introducción del pantalón femenino, la aparición del escote– hasta reportajes de denuncia social –la mendicidad en Barcelona, las pésimas condiciones de vida de trabajadores e inmigrantes– o de alerta política –como el reportaje en el que se hace pasar por seguidora de las Juventudes de Acción Popular o los artículos dedicados a la censura, de la que ella misma fue víctima.       
Como enviada especial, informó de acontecimientos tan relevantes como el juicio en Madrid al exgobierno de la Generalidad de Cataluña por los sucesos de octubre de 1934 o las huelgas revolucionarias en las minas de Sallent y Suria.      
En 1936, se fue a América, como representante de la compañía teatral de Margarita Xirgu. Antes, sin embargo, hizo escala en Galicia, donde entrevistó al político Casares Quiroga. Cuando en 1939 se disolvió la compañía, Irene Polo, que no podía volver a Barcelona acabada la guerra civil, se quedó exiliada en Buenos Aires. Allí trabajó como traductora de francés e inglés para las editoriales Losada y Sopena, y fue directora de publicidad de las perfumerías Dana.     
Se suicidó a los 32 años.